# Вилюй (посёлок)
Вилюй — посёлок в Пригородном районе Свердловской области России. Входит в муниципальный округ Горноуральский, управляется Новоасбестовской территориальной администрацией.
Ранее входил в состав Новоасбестовского поссовета Пригородного района.

## География
Посёлок Вилюй расположен в 27 километрах к юго-востоку от города Нижнего Тагила (по автодорогам в 37 километрах), на реке Вилюй, которая в районе посёлка образует небольшой пруд. Плотина пруда расположена в полукилометре от посёлка. В пяти километрах к югу от посёлка Виляя проходит автодорога местного значения Николо-Павловское — Алапаевск.

## Население
| 2002 | 2010 | 2021 |
| ---- | ---- | ---- |
| 135  | ↘129 | ↘66  |

## Инфраструктура
В Вилюе сеть клуб, почта, фельдшерский пункт и работает магазин. Добраться до посёлка можно на автобусе из Нижнего Тагила и Алапаевска.

### Промышленность
ООО «Форэст».